# José Antônio Moreira da Rocha
José Antônio Moreira da Rocha (Fortaleza, 14 de dezembro de 1830 — 25 de outubro de 1914) foi militar e político brasileiro.

## Biografia
Filho do tenente do Exército Jorge Moreira da Rocha e de Maria Sabina de Sousa, era sobrinho-neto pelo lado materno do padre Gonçalo Mororó, mártir da Confederação do Equador.
Aos treze anos, seguiu para São Luís do Maranhão, afim de concluir os estudos preparatórios, depois do que associou-se numa livraria com Domingos Feliciano Marques Perdigão, diretor do colégio em que estudava. Naquela capital, permaneceu por muitos anos e exerceu diversos cargos administrativos, sendo por várias vezes eleito vereador da câmara municipal e deputado provincial. Como membro da Assembleia Provincial, foi enviado a Pernambuco a cumprimentar o Imperador Pedro II, quando este veio em visita a algumas províncias do Norte. Depois foi nomeado presidente de uma comissão, composta, além dele, do Barão de Gurupi e do Comendador Farias, para assistir e representar o Maranhão na inauguração da estátua levantada a Pedro I, tendo sido publicado o seu discurso no Jornal do Comércio daquela época. 
Anos depois, interesses de família fizeram-no regressar ao Ceará, que também o elegeu deputado provincial e à Assembiéa Geral. Como deputado geral, votou na Câmara a favor do projeto Rio Branco. Foi nomeado tenente-coronel da Guarda Nacional e comendador da Imperial Ordem da Rosa.
Deixando a política, foi nomeado tesoureiro da Estrada de Ferro de Baturité, cargo em que se aposentou. Foi um dos fundadores em Fortaleza da benemérita sociedade de São Vicente de Paulo.
Foi casado duas vezes. A primeira vez foi com sua prima, Carolina Leopoldina Alves da Fonseca, filha do coronel Vicente Alves da Fonseca (avô materno do ex-senador Vicente Alves de Paula Pessoa) e de Irene Furtado da Fonseca, com quem teve uma filha, Frederica, morta com apenas dois anos de idade. Viúvo, contraiu segundas núpcias com Ermelinda Carolina da Silva Rocha, filha do notável coronel Joaquim Ribeiro da Silva e de Francisca Ermelinda da Silva. Deste segundo consórcio, nasceram-lhe três filhos:
- Leopoldo Jorge Moreira da Rocha (1866 - 1912), engenheiro civil e militar;
- José Moreira da Rocha (1869 - 1934), magistrado e político;
- Alberto Moreira da Rocha (1870-1941), engenheiro civil.